# Paul Bastid

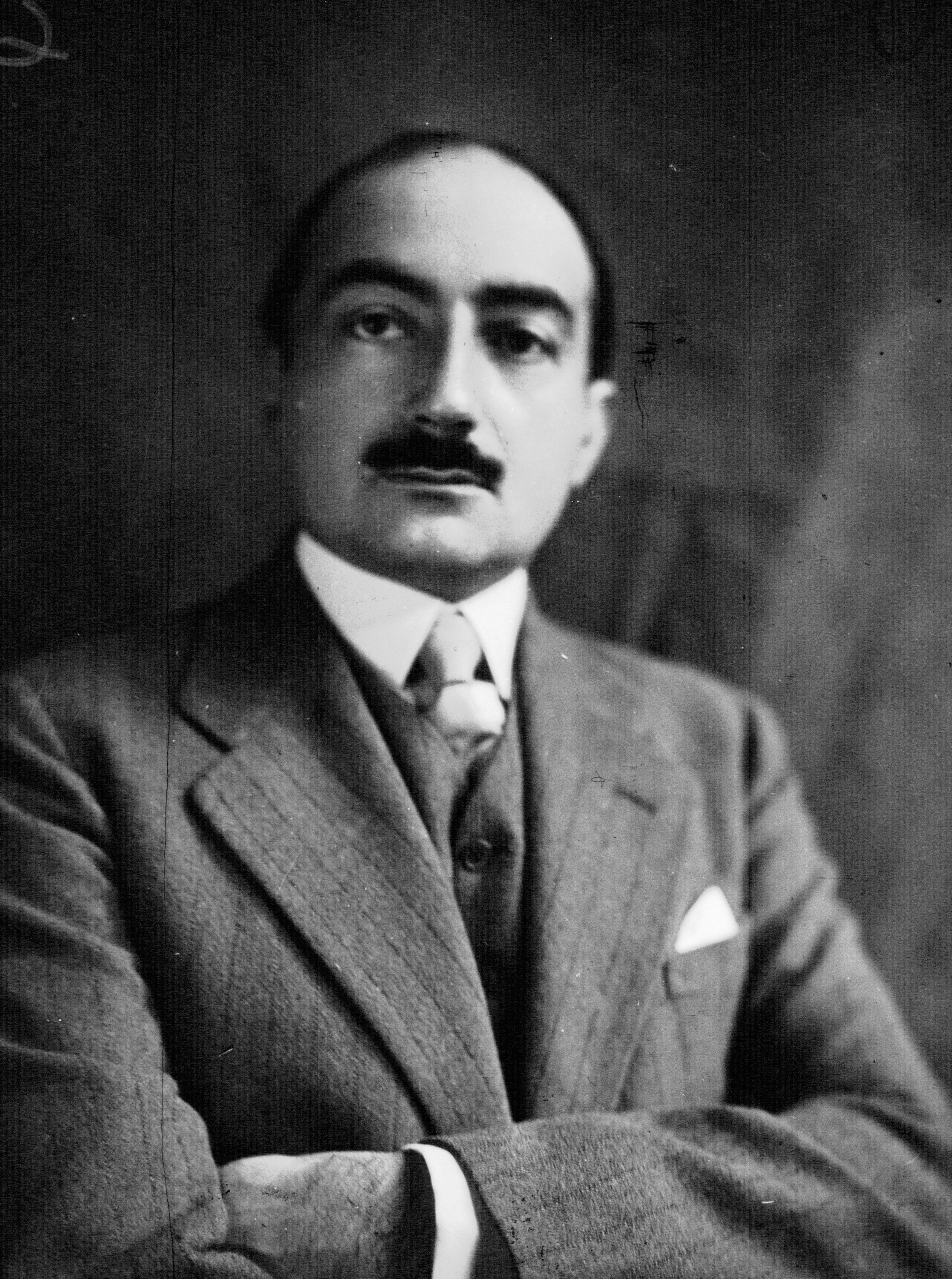
Paul Bastid, 1932

Paul Raymond Marie Bastid (* 17. Mai 1892 in Paris; † 29. Oktober 1974 ebenda) war ein französischer Jurist und Politiker. Er fungierte von 1924 bis 1940 und von 1946 bis 1951 als Abgeordneter der französischen Nationalversammlung sowie von 1936 bis 1937 als Industrie- und Handelsminister unter Ministerpräsident Léon Blum. Während der Besetzung seines Heimatlandes im Zweiten Weltkrieg war er Mitglied des Conseil National de la Résistance, der die französische Widerstandsbewegung koordinierte und leitete.

## Leben
Paul Bastid wurde 1892 in Paris geboren, wo er an der École normale supérieure ein Studium der Philosophie und der Rechtswissenschaften mit dem Doktorat abschloss. Er bestand in beiden Fächern die als Agrégation bezeichnete Zulassungsprüfung für eine universitäre Lehrtätigkeit und wirkte später als Professor an der juristischen Fakultät der Universität Lyon. In den 1920er Jahren gehörte er mehrfach den französischen Delegationen zu den Sitzungen der Versammlung des Völkerbundes an.
In der Zeit der Dritten Französischen Republik war er von 1924 bis 1940 Mitglied der Abgeordnetenkammer, einer der beiden Kammern der Nationalversammlung. Er vertrat dabei für die Parti républicain, radical et radical-socialiste (PRRR) das Département Cantal, in dem er außerdem von 1934 bis 1945 als Präsident des Conseil général tätig war. Von Juni 1936 bis Juni 1937 fungierte er als Industrie- und Handelsminister in der Regierung von Léon Blum. An der Abstimmung über die erweiterten Vollmachten für Marschall Pétain am 10. Juli 1940, die das Ende der Dritten Französischen Republik markierte, konnte er nicht teilnehmen. Er befand sich zu dieser Zeit mit 26 weiteren Abgeordneten an Bord der Massilia auf der Fahrt nach Marokko. 
Während der deutschen Besetzung Frankreichs im Zweiten Weltkrieg war er in der Widerstandsbewegung aktiv und Mitglied des Conseil national de la Résistance. Am 29. März 1947 hatte er ein Pistolenduell mit Gaston Deferre, nachdem dieser ihn wegen eines Zeitungsartikels in L’Aurore geohrfeigt hatte. In der Nachkriegszeit nach der Gründung der Vierten Französischen Republik war er von 1946 bis 1951 Abgeordneter für das Département Seine und außerdem zeitweise Mitglied des Exekutivausschusses der Interparlamentarischen Union. Er starb 1974 in seiner Heimatstadt Paris.

## Familie
Paul Bastid war verheiratet mit Suzanne Bastid, die als erste Frau in Frankreich eine Professur an einer juristischen Fakultät erhielt und als ordentliches Mitglied der Académie des sciences morales et politiques aufgenommen wurde. Jules Basdevant, der Vater seiner Frau, war von 1946 bis 1964 Richter am Internationalen Gerichtshof und von 1949 bis 1952 Präsident des Gerichts.

## Auszeichnungen
Paul Bastid gehörte ab 1946 als ordentliches Mitglied der Sektion Geschichte der Académie des sciences morales et politiques an und war außerdem Ritter der Ehrenlegion. Für seinen Einsatz im französischen Widerstand während der deutschen Besetzung erhielt er die Médaille de la Résistance mit Rosette.